# Prasinocyma pupillata
Prasinocyma pupillata är en fjärilsart som beskrevs av W. Warren 1902. Prasinocyma pupillata ingår i släktet Prasinocyma och familjen mätare. Inga underarter finns listade i Catalogue of Life.